# Cladoraphis
Cladoraphis är ett släkte av gräs. Cladoraphis ingår i familjen gräs.
Kladogram enligt Catalogue of Life:
| Cladoraphis | \| \| Cladoraphis cyperoides \| \| \| \| \| \| Cladoraphis spinosa \| \| \| \| |
|             | \| \| Cladoraphis cyperoides \| \| \| \| \| \| Cladoraphis spinosa \| \| \| \| |
|             | Cladoraphis cyperoides                                                         |
|             |                                                                                |
|             | Cladoraphis spinosa                                                            |
|             |                                                                                |